# Provinciale weg 245
De provinciale weg N245 begint bij de N9 bij Alkmaar en eindigt bij de aansluiting op de N248 bij Schagen.
De maximumsnelheid vanaf de Alkmaarse ring tot en met de woonwijk Daalmeer is 70 km/h. Daarna wordt de maximumsnelheid 80 km/h.
Tot en met 2006 was het traject Schagen - Alkmaar een autoweg met een maximumsnelheid van 100 km/h. Bij stoplichten en binnen de bebouwde kom van Schagen en Alkmaar was de maximale snelheid 70 km/h. Omdat de provincie echter bijna alle autowegen wil ombouwen tot 80 km/h-wegen, is het gedeelte tussen Schagen en de Ringweg van Alkmaar omgebouwd tot provinciale weg.
De weg is begin jaren 70 aangelegd als "Secundaire weg 3" door de toenmalige Provinciale Waterstaat van Noord-Holland. De afkorting hiervoor, "S3", is destijds zodanig gemeengoed geworden, dat een deel van de weggebruikers nog steeds deze afkorting hanteert.

## Snelheden
De N245 kent verschillende maximumsnelheden:
- Het stuk tussen de N9 en de afslag Sint Pancras is 70 km/h.
- Het gedeelte tussen Sint Pancras en de Zuiderweg in Schagen is 80 km/h.
- Het gedeelte in Schagen is 70 km/h.
- Het laatste gedeelte tussen de afslag Groeneweg en de N248 is weer 80 km/h.

## Rijbanen
- Het gedeelte tussen de N9 en de brug over het Noordhollandsch Kanaal is in beide richtingen twee rijstroken.
- Het gedeelte tussen het Noordhollandsch Kanaal en de afslag Alkmaar-de Mare is in beide richtingen drie rijstroken.
- Het gedeelte tussen Alkmaar-de Mare en de aansluiting met de N504 is in beide richtingen twee rijstroken.
- Tussen de N504 en de N248 is de weg slechts in beide richtingen samen twee rijstroken. Bij de stoplichten van de afslag Dirkshorn zijn er echter over een afstand van 500 meter vier rijstroken.